# Apele tac
Apele tac este un film românesc din 2011 regizat de Anca Miruna Lăzărescu. Rolurile principale au fost interpretate de actorii Toma Cuzin, Andi Vasluianu.

## Distribuție
- Bogdan Comănescu — Soldat român 1
- Andi Vasluianu — Vali
- Branko Tomovic — Lazăr
- Patricia Moga — Ana
- Cuzin Toma — Gregor
- Marius Ursu — Soldat la punctul vamal
- Doru Oniga — Paznic 1
- Cătălin Oniga — Paznic 2
- Ioan Dorel Eckert — Soldat român 2
- Petre Cotrău — Soldat român 3
- Denijen Pauljevic — Sinisa
- Maria Brânzei — Telefonistă